# آلن گوما
آلن گوما (فرانسوی: Alain Goma‎؛ زادهٔ ۵ اکتبر ۱۹۷۲) بازیکن سابق فوتبال اهل فرانسه است.
از باشگاه‌هایی که در آن بازی کرده‌است می‌توان به باشگاه فوتبال فولام، باشگاه ورزشی الوکره، باشگاه فوتبال نیوکاسل یونایتد، باشگاه فوتبال اوسر، و باشگاه فوتبال پاری سن ژرمن اشاره کرد.
وی همچنین در تیم ملی فوتبال فرانسه بازی کرده‌است.